# Сосна белая бутанская
Сосна белая бутанская  (лат. Pinus bhutanica) — вид растений рода Сосна (Pinus) семейства Сосновые (Pinaceae).

## Ареал
Ареал вида ограничен Бутаном и прилегающими к нему районами на северо-востоке Индии и юго-западе Китая. Наряду с родственным ему видом Pinus wallichiana он составляет голубые сосновые леса, которые растут на небольших высотах.

## Описание
Это сосна достигает высоты 25 метров. Иглы собраны в пучки по пять, достигающие 25 см длиной. Шишки 12-20 см в длину, с тонкими чешуйками, семена 5-6 мм длиной, с крыльями размером 20-25 мм.